# Algar Telecom Leste
Algar Telecom Leste (ATL) foi uma empresa brasileira de telefonia celular que operava na Banda B nos estados do Rio de Janeiro e Espírito Santo utilizando tecnologia 100% digital TDMA. Tinha essa denominação
devido a parte de seu controle acionário pertencer ao Grupo Algar, o mesmo que controla atualmente a Algar Telecom (anteriormente CTBC).
Foi eleita pelo Great Place to Work Institute (GPTW) como uma das cem melhores empresas para se trabalhar no Brasil.

## História
A ATL surgiu a partir do leilão de concessão de telefonia móvel da Banda B em preparação à privatização do sistema Telebrás.
Foi fundada em 1998 e tinha seus principais acionistas: o consórcio Lightel (composta pelo Grupo Algar (74%), a norte-americana Williams Communications (20%) e a Corporação Financeira Internacional (IFC; 6%), que cada uma delas possuía 45,5% do capital, o grupo pernambucano Queiroz Galvão (34,5%) e a sul-coreana SK Telecom (20%). Em novembro do mesmo ano, a Queiroz Galvão deixou o controle da empresa.
No ano seguinte, a Lightel passa a se chamar de Algar Telecom e o grupo Algar vendeu os 40% da ATL para a norte-americana SBC Communications. Em 2000, a ATL adquire os direitos de nome da casa de shows Metropolitan, no Rio de Janeiro e passou a se chamar de ATL Hall. Em 2001, a Williams deixou o controle da empresa e vendeu a ATL para a Telecom Américas, uma joint venture formada entre América Móvil (controlada pela Telmex), SBC Communications e a Bell Canada. Em 2002, foi adquirido o controle total da empresa pela América Móvil.
Em 2003, a ATL, juntamente com a Americel, BCP, Claro Digital, TESS e BSE formaram a Claro.